# Bujka Gábor
Bujka Gábor (Budapest, 1961. április 18. –) magyar vízilabdázó, olimpikon.

## Pályafutása
A Ferencvárosban kezdett vízilabdázni. A felnőtt bajnokságban 1980-ban mutatkozott be. 1987-ben került be a válogatottba és ötödik lett az Európa-bajnokságon. 1988-ban az olimpián ötödik helyezést ért el. Ebben az évben az év magyar vízilabdázójának választották. 1989-ben harmadik lett a világkupán, kilencedik az Eb-n.
2009-ben sikertelenül pályázott a Magyar női vízilabda-válogatott szövetségi kapitányi posztjára.
Lányai Bujka Barbara és Bujka Viktória vízilabdázók. 